# Brachyptera algirica
Brachyptera algirica är en bäcksländeart som beskrevs av Aubert 1956. Brachyptera algirica ingår i släktet Brachyptera och familjen vingbandbäcksländor. Inga underarter finns listade i Catalogue of Life.